# Coccidencyrtus pinicola
Coccidencyrtus pinicola är en stekelart som beskrevs av Mercet 1921. Coccidencyrtus pinicola ingår i släktet Coccidencyrtus och familjen sköldlussteklar.
Artens utbredningsområde är Spanien. Inga underarter finns listade i Catalogue of Life.